# 李成章 (萬曆進士)
李成章（？—？），字汝裁，江西南昌府南昌县下壠里人，明朝政治人物。

## 生平
萬曆十年（1582年）壬午科江西乡试举人，十七年（1589年）己丑科進士，歴官汀州府知府，以贤明著称，风采凛然。守汀州日，有某县兄弟争家产，历任守令贪其贿赂，久不结案。成章到任後，亲自提案亲讯问，其家本是钜富，部分亦均，所争夺者为一宝物，兄弟皆欲得之，以万金馈赠，各自委托府里显要向李成章求情，成章一并收纳饋金，而后集讯于庭，初论以孝友大义，兄弟无言，命取其物进曰：这物价值几何，为何不凭公估计，欲要者以他物抵之。兄弟皆不应，成章曰：如此则无法可解矣，吾为定价，兄弟各予万金，而为汝家断绝争端，可乎？碎其物于庭，而各给还其所贻银数，曰：一讼而费二万金，不知费几万金矣。而诉讼不休，是不破汝家不已，汝尚以为宝乎？吾不治汝兄弟罪，其和好如初。案结，远近传颂，其兄弟初愧服，既更悔恨，乃共出金购巫者，以术诅咒成章，不旬日疽生于背，暴病而卒。成章行义尚矣，而不能胜彼邪术，何哉？